# ایستگاه ایتاباشی
ایستگاه ایتاباشی (به ژاپنی: 板橋駅 Itabashi Station) یکی از ایستگاه‌های وابسته خط سایکیو در توکیو است.